# Berliner Promenade
Die Berliner Promenade ist ein Steg am Ufer der Saar in Saarbrücken. Die 600 Meter lange Promenade in Form eines Spannbetonbrückenbauwerks liegt zwischen Wilhelm-Heinrich-Brücke und Congresshalle. Auf ihr befinden sich einige Geschäfte und Gastronomie. Sie wurde 1960 an der Stelle eines alten Promenadenstegs erbaut und erhielt ihren Namen nach dem Berliner Mauerbau 1961.
Seit den 1980ern verbindet der Kongress-Steg die Promenade direkt mit der Congresshalle.
Sie wurde im Zuge des Projektes Stadtmitte am Fluss als ein Teilprojekt saniert. Begonnen haben die Sanierungsarbeiten im Jahr 2009. Abschluss der Arbeiten war 2015 mit der Anbindung des zweiten Treppenaufgangs an den Promenadensteg.